# Māris Polencs
Māris Polencs ist ein lettischer Marineoffizier im Rang eines Flottillenadmirals. Seit dem 4. Juli 2022 ist er der Befehlshaber der lettischen Seestreitkräfte.

## Militärische Laufbahn
Māris Polencs begann 1994 seinen Dienst bei der Marine der lettischen Streitkräfte. Er erhielt seine militärische Ausbildung an der lettischen Militärakademie (Abschluss 1997). Zudem absolvierte er das Naval War College (2001) und das Army War College (2022) in den USA.
Während seiner Dienstzeit hatte er verschiedene Positionen bei den Streitkräften und der Marine Lettlands sowie im Bereich der NATO inne. Dazu gehörten unter anderem der Posten des Kommandanten des Schiffes Viesturs (M-01), Kommandeur des Patrouillenschiffgeschwaders und Führungspositionen beim Ostseegeschwaders BALTRON, dem er 2009 als Kommandant vor stand.
Internationale Erfahrungen sammelte er darüber hinaus als Stabsoffizier im Supreme Headquarters Allied Powers Europe (SHAPE) und 2011 als stellvertretender Leiter der Planungsabteilung der militärischen Anti-Piraterie-Operation Atalanta der Europäischen Union.
Im Juli 2022 wurde er, als Nachfolger von Kaspars Zelčs, zum Befehlshaber der lettischen Marine ernannt. Am 4. November 2024 wurde er zum Flottillenadmiral befördert.

## Auszeichnungen
|  | Komtur des Westhard-Ordens (2020) |